# Infraespécie
Infraespécie é o nível de classificação imediatamente inferior a espécie, geralmente referindo-se a um grupo de seres geograficamente isolados que desenvolveu ou manteve alguma variação morfológica populacional. 